# Багуманов, Асылгужа Ишемгужевич
Асылгужа Ишемгужевич Багуманов (1945―2005) ― башкирский писатель, публицист и переводчик.

## Биография
Родился 20 октября 1945 года в деревне Муллакаево Баймакского района Башкирской АССР.
В 1964 году поступил на филологический факультет Башкирского государственного университета, которое окончил после службы в рядах Советской Армии. После университета работал в республиканской газете «Совет Башкортостаны», затем в газете «Башкортостан пионеры». Был литературным консультантом и ответственным секретарем в аппарате Союза писателей Башкортостана.
С 1990 по 1992 годы работал директором Башкирского книжного издательства «Китап». С 1994 по 1996 годы руководил Сибайским филиалом Союза писателей Башкортостана.
В последние годы жизни работал редактором в редакции художественной литературы издательства «Китап».
Умер 25 февраля 2005 года, похоронен в деревне Муллакаево Баймакского района Республики Башкортостан.

## Творчество
Писать стихи начал еще в школьные годы, был активным автором альманаха «Молодые силы». В 1981 году издана его первая книга стихов «Солнечная заря». Затем вышел в свет сборник стихов «Когда лед тронулся». Его стихи и поэмы из этих книг несут в себе лирическую теплоту и драматическую остроту, отличаются философичностью и многообразием жанровых форм. В 1994 году издан новый сборник — «У порога вечности».
Кроме стихов Багуманов писал и прозу. В 1992 году вышла из печати его повесть «Какой это день», в 1995 году ― «Где генерал?», через год ―"Держись, Бадри!". В этих повестях рассказывается о событиях Великой Отечественной войны и послевоенного периода, создающих яркие образы современников, вынесших суровые испытания времени.
Работал писатель и в области журналистики, писал статьи и очерки, которые часто появлялись на страницах республиканских газет, звучали по радио. Занимался переводами, перевел Библию с древнееврейского на башкирский язык, а также одну из частей перевода Священного Писания (раздел «Числа»).
Поэт Рамиль Янбеков написал в своих воспоминаниях:
Асылгужа был очень смелым человеком и никогда не боялся высказывать свое мнение. Причем, его уверенность в полемике основывалась на глубоких знаниях и понимании предмета обсуждения. В целом, он был личностью энциклопедических знаний, блестящим знатоком башкирского языка

## Произведения
- Ҡояшлы таң. (Солнечная заря). Өфө, 1982
- Боҙҙар киткәндә. (Ледоход). Өфө, 1985
- Ниндәй көн был? (Что за день?). Өфө, 1992
- Мәңгелек тупһаһында. (У порога вечности). Өфө, 1994
- Салауаттың йәше. (Возраст Салавата). Өфө, 2004
- Йөрәгем -кирелгән йәйә. (Сердце мое ― натянутая тетива). Өфө, 2005
- Бер һыҙылды шырпы. (Жизнь моя ― одно мгновенье). Өфө, 2015.

## Память
- В Муллакаевской средней школе Баймакского района открыта мемориальная библиотека писателя Асылгужи Багуманова[3].